# Prestoj
Prestoj (bułg. Престой) – wieś i kurort w środkowej Bułgarii, w obwodzie Gabrowo, w gminie Trjawna. Według danych Narodowego Instytutu Statystycznego, 31 grudnia 2011 roku wieś liczyła 25 mieszkańców.

## Historia
Do 1944 roku miejscowość nazywała się Dżurowci.